# 6. Międzynarodowy Festiwal Filmowy w Berlinie
Nagrody przyznane na festiwalu filmowym w Berlinie w roku 1956
| Nagroda (kategoria)                                            | Zdobywca nagrody                       | Kraj                                   |
| Międzynarodowe Jury filmów fabularnych                         | Międzynarodowe Jury filmów fabularnych | Międzynarodowe Jury filmów fabularnych |
| -------------------------------------------------------------- | -------------------------------------- | -------------------------------------- |
| Złoty Niedźwiedź                                               | Zaproszenie do tańca                   | USA                                    |
| Srebrny Niedźwiedź dla najlepszego reżysera                    | Robert Aldrich za Jesienne liście      | USA                                    |
| Srebrny Niedźwiedź dla najlepszej aktorki                      | Elsa Martinelli za Donatella           | Włochy                                 |
| Srebrny Niedźwiedź dla najlepszego aktora                      | Burt Lancaster za Trapez               | USA                                    |
| Srebrny Niedźwiedź za wyróżniające się osiągnięcie artystyczne | The Long Arm                           | Wielka Brytania                        |
| Srebrny Niedźwiedź za największy wkład artystyczny             | La sorciere                            | Francja                                |
| Srebrny Niedźwiedź - nagroda międzynarodowa                    | Ryszard III                            | Wielka Brytania                        |
| Honorowe wyróżnienie (reżyser)                                 | El camino de la vida                   | Meksyk                                 |
| Honorowe wyróżnienie (kolor)                                   | Byakufujin no yoren                    | Japonia                                |
| Honorowe wyrónienie (najlepszy film komediowy)                 | Chleb, miłość i...                     | Włochy                                 |
| Międzynarodowe Jury filmów dokumentalnych i krótkometrażowych  |                                        |                                        |
| Złoty Niedźwiedź (film dokumentalny)                           | Kein Platz für wilde Tiere             | RFN                                    |
| Srebrny Niedźwiedź (film dokumentalny)                         | The African Lion                       | USA                                    |
| Złoty Niedźwiedź (film krótkometrażowy)                        | Paris la nuit                          | Francja                                |
| Srebrny Niedźwiedź (film krótkometrażowy)                      | Hitit Günesi                           | Turcja                                 |
| Srebrny Niedźwiedź (film krótkometrażowy)                      | Spring Comes to Kashmir                | Indie                                  |
| Srebrny Niedźwiedź (film krótkometrażowy)                      | Rhythmetic                             | Kanada                                 |
| Honorowe wyróżnienie (filmy ukulturalniajace)                  | ... Erwachsen sein dagegen sehr        | RFN                                    |
| Honorowe wyróżnienie (filmy ukulturalniajace)                  | Le sabotier du val de Loire            | Francja                                |
| Honorowe wyróżnienie (filmy ukulturalniajace)                  | The Long Journey                       |                                        |

## Jury
W skład jury wchodzili:

### Międzynarodowe Jury filmów fabularnych
- Marcel Carné (Francja)
- Ludwig Berger (RFN)
- Leo J. Horster (USA)
- K. Kawakita (Japonia)
- W.G. Luckwell (Wielka Brytania)
- G.V. Sampieri (Włochy)
- Ilse Urbach (RFN)

### Międzynarodowe Jury filmów dokumentalnych i krótkometrażowych
- Otto Sonnenfeld (Izrael)
- D. Gualberto Fernández (Urugwaj)
- Sarukkai Gopalan (Indie)
- J. Hulsker (Holandia)
- Fritz Kempe (RFN)